# Cirsium acantholepis
Cirsium acantholepis là một loài thực vật có hoa trong họ Cúc. Loài này được (Hemsl.) Petr. mô tả khoa học đầu tiên năm 1910.